# Leyniers

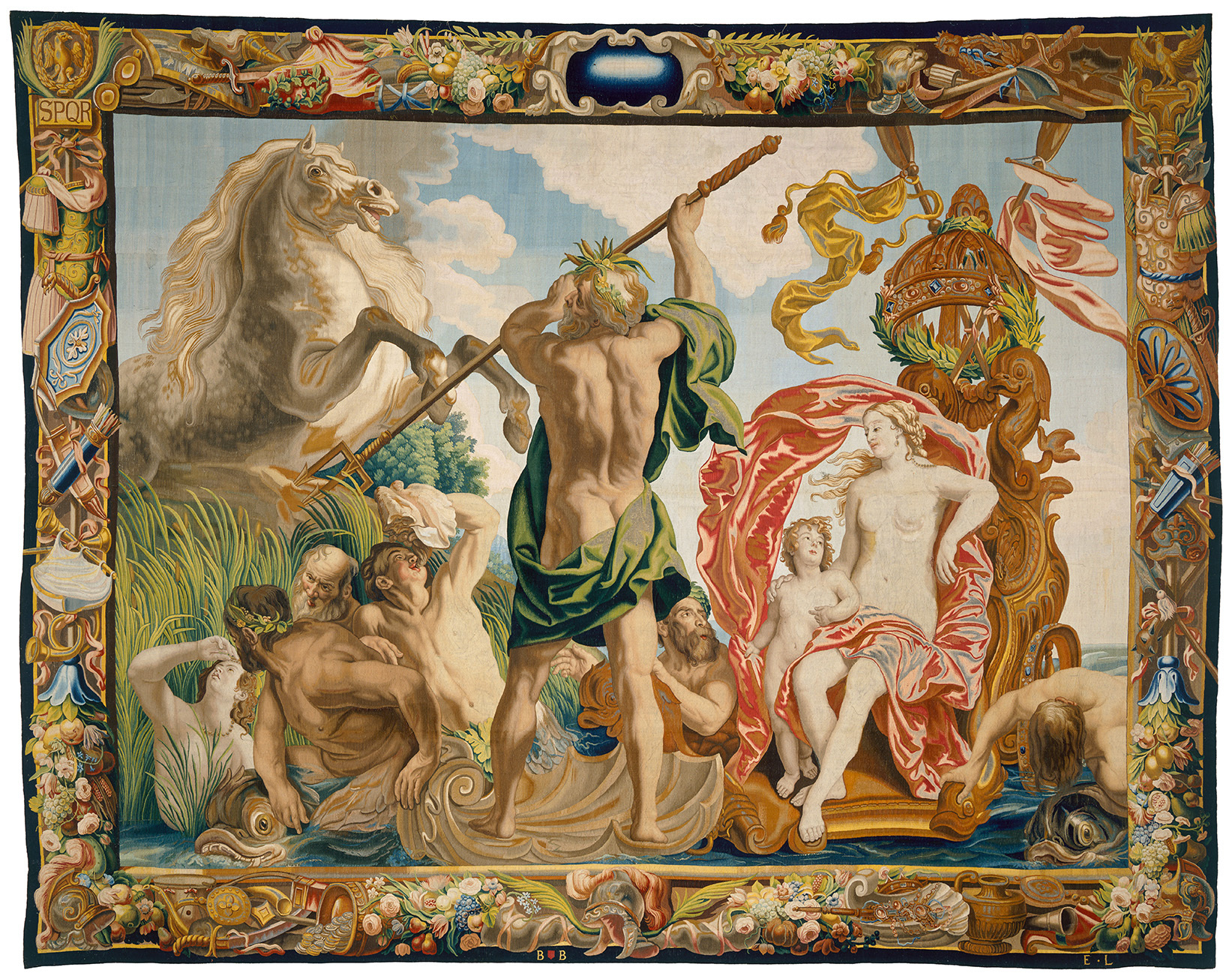
Arazzo di Évrard Leyniers, Nettuno fa sorgere un cavallo dalla terra col suo tridente da un cartone di Jacques Jordaens, c. 1650-1660.

La famiglia Leyniers, apparsa a Bruxelles nel XV secolo, produsse numerosi arazzi di alta qualità tanto da distinguersi tra le migliori nell'industria di tessitura di Bruxelles. Partecipò nel contempo alla gestione politica della città fiamminga, dando dei membri al magistrato locale ed ottenendone la nobilitazione.

## Storia
I membri della famiglia Leyniers furono attivi nel campo della tappezzeria decorativa dalla fine del XVI secolo sino a tutto il XVIII, sconfinando con le loro opere in molti stati europei.
Daniel Leyniers fu l'ultimo membro di questa famiglia aver esercitato tale professione, chiudendo il proprio laboratorio nel 1767-68, preferendo invece dedicarsi alla fabbricazione di pizzi.
Oltre ad una lunga serie di amministratori, capi di gilda e magistrati per la città di Bruxelles, la famiglia Leyniers prese parte attiva anche alla Resistenza durante la Seconda Guerra Mondiale.

## Membri notabili
- Antoine Leyniers, tappezziere, nipote acquisito di Bernard van Orley, sposò Josine, figlia del suo fratellastro Gommaire. Il suo marchio di produzione erano le lettere "A.L." che si possono tra l'altro notare nelle Storie di Romolo presenti al Musées Royaux des Beaux-Arts di Bruxelles.
- Daniel Leyniers, ammesso alla nobiltà nel 1769
- Daniel Alphonse Charles Raymond Leyniers, nato a Molenbeek-Saint-Jean il 15 marzo 1881 e morto a Bruxelles il 26 febbraio 1957, uomo politico belga, membro del Partito Cattolico, ministro e bibliofilo. Fu castellano di Fanson à Xhoris. Sposò la figlia del ministro Devolder, vicegovernatore della Société générale de Belgique.
- Pierre Joseph Célestin François (1759-1851), pittore, sposò Marie-Françoise Leyniers.
- Marc Leyniers, ingegnere alla Sofina e poi stampatore a Bruxelles, nato il 25 aprile 1887, morto a Lubecca (Germania) in campo di concentramento. Egli era inoltre discendente diretto del pittore Seger Jacobus van Helmont, la cui figlia Anne Catherine Jeanne van Helmont aveva sposato Henri François Joseph Leyniers. Ebbe due figli:
  - Evrard Jacques Adolphe Leyniers, n. 11 giugno 1905 a Forest, morto nel campo di prigionia di Bergen-Belsen.
  - Jean Auguste Daniel Leyniers, n. 21 giugno 1909, fucilato al tiro nazionale di Bruxelles il 17 febbraio 1944.

## Opere di tappezzeria della famiglia Leyniers

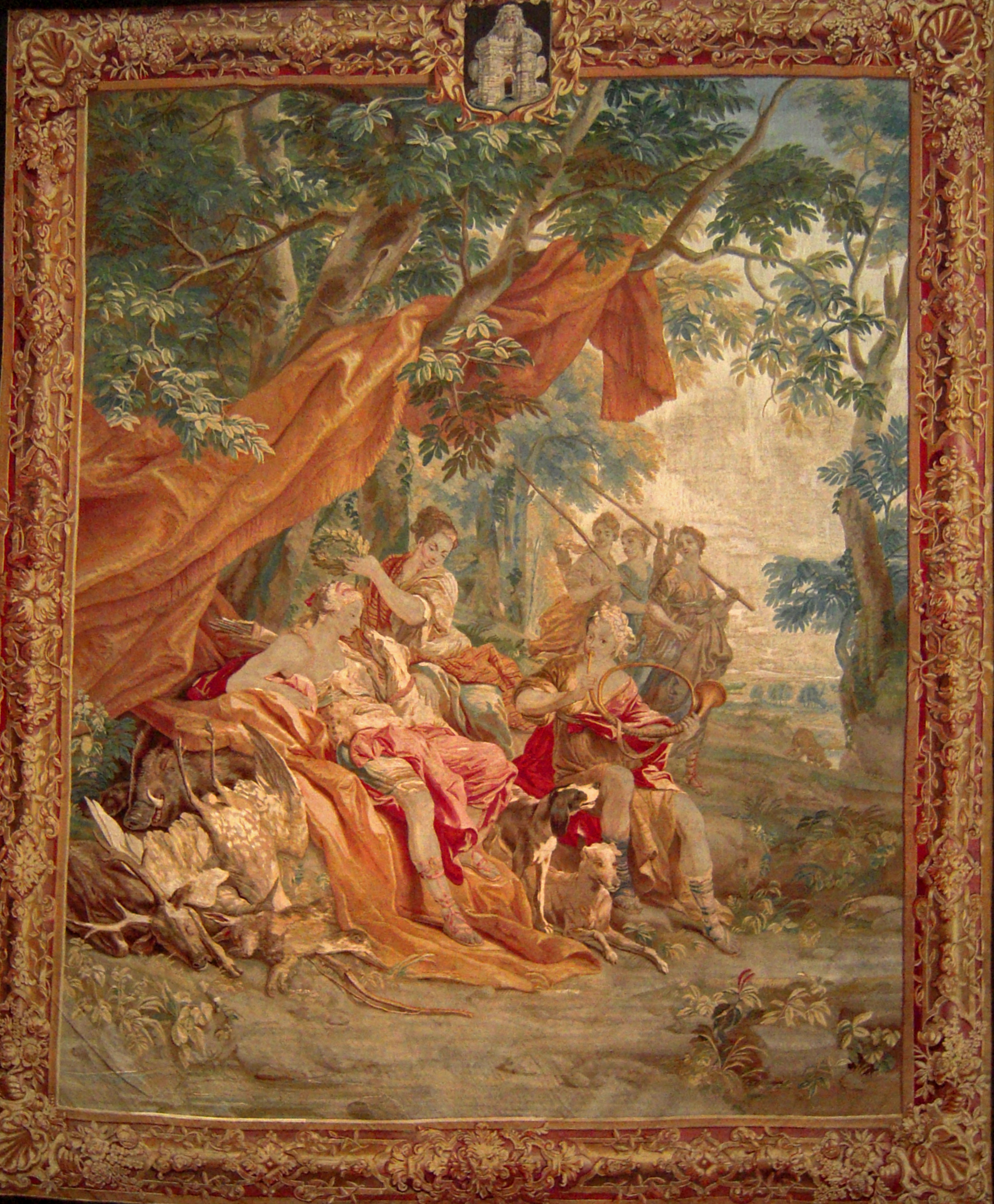
La glorificazione di Diana
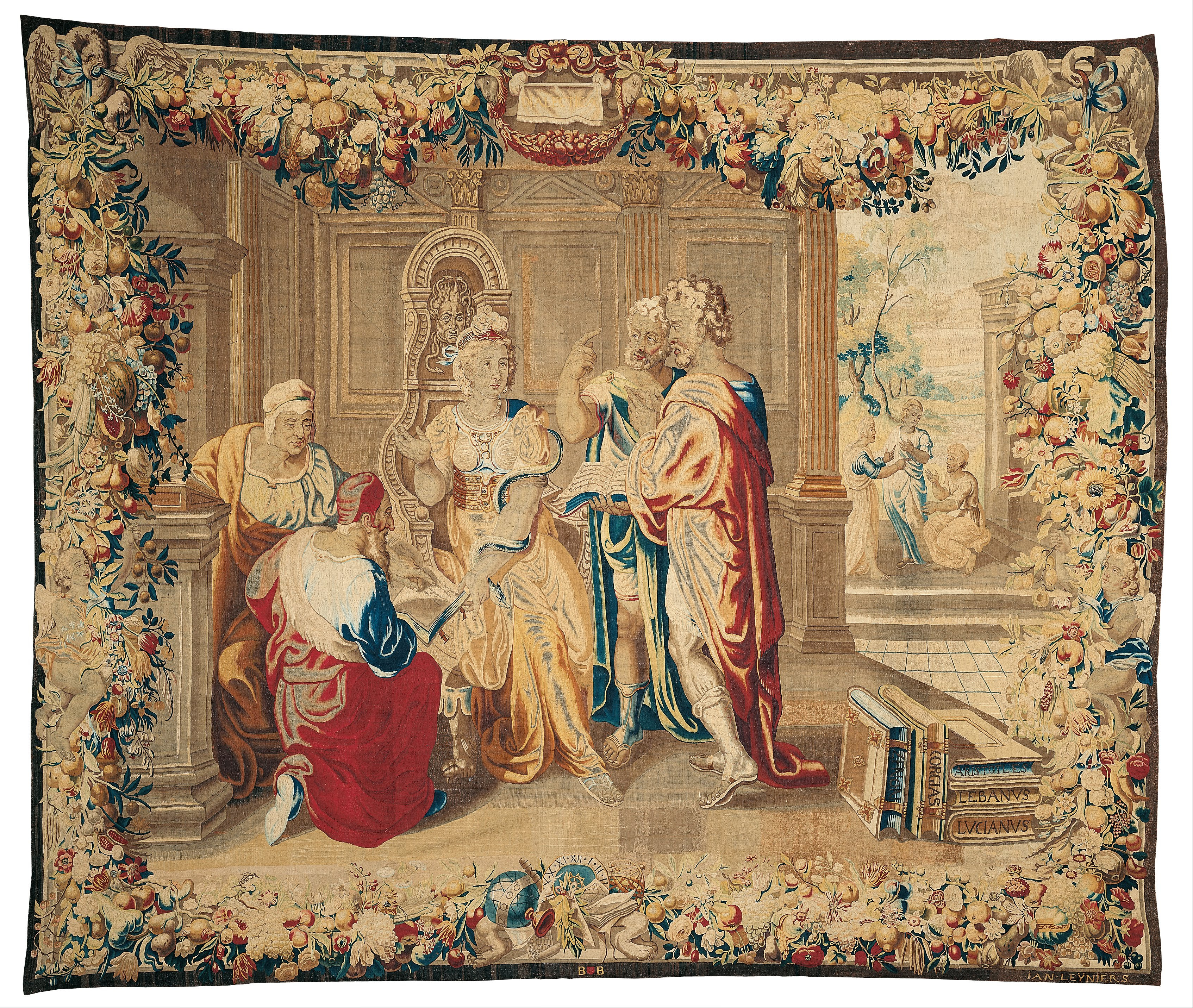
La dialettica
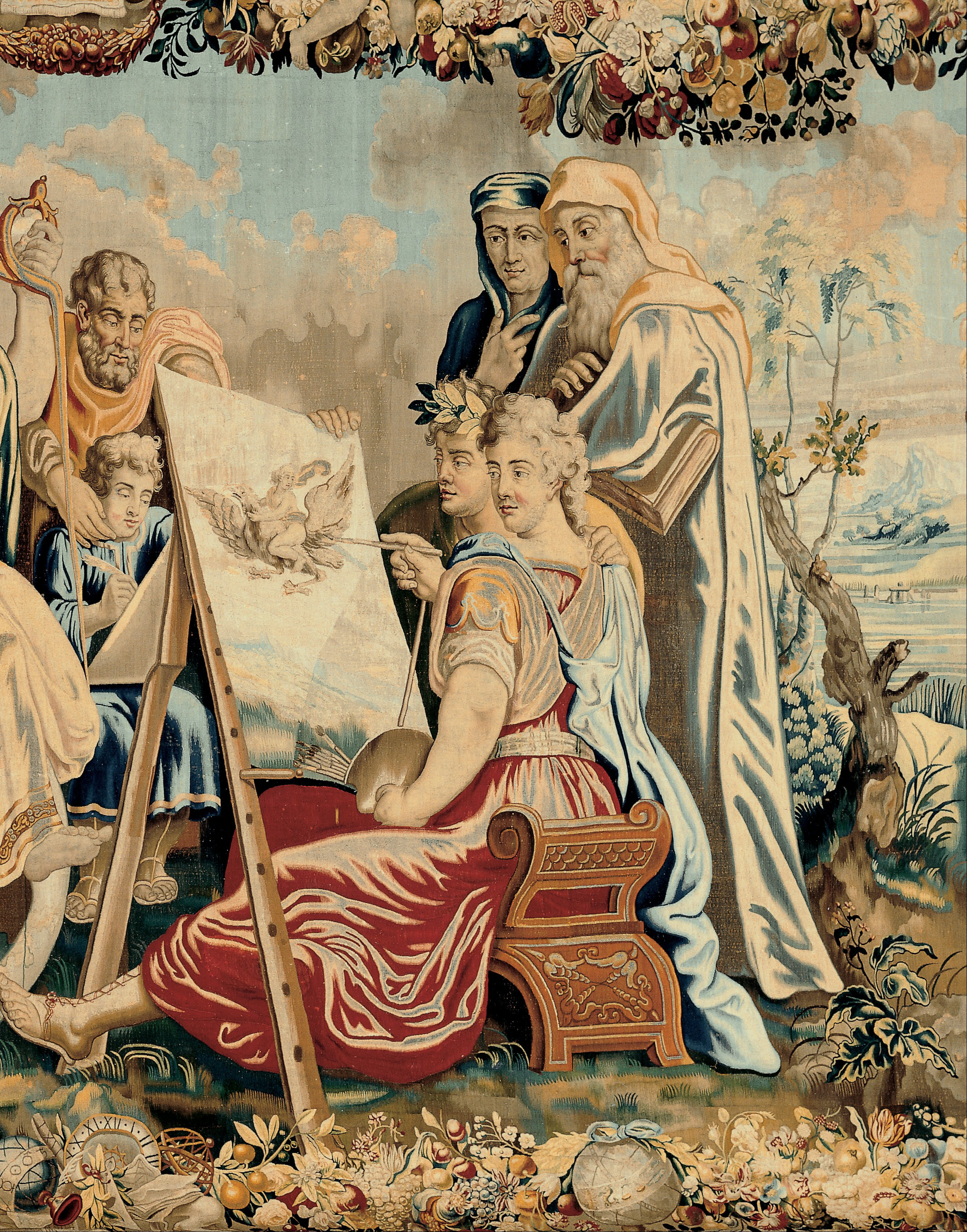
L'esaltazione delle arti
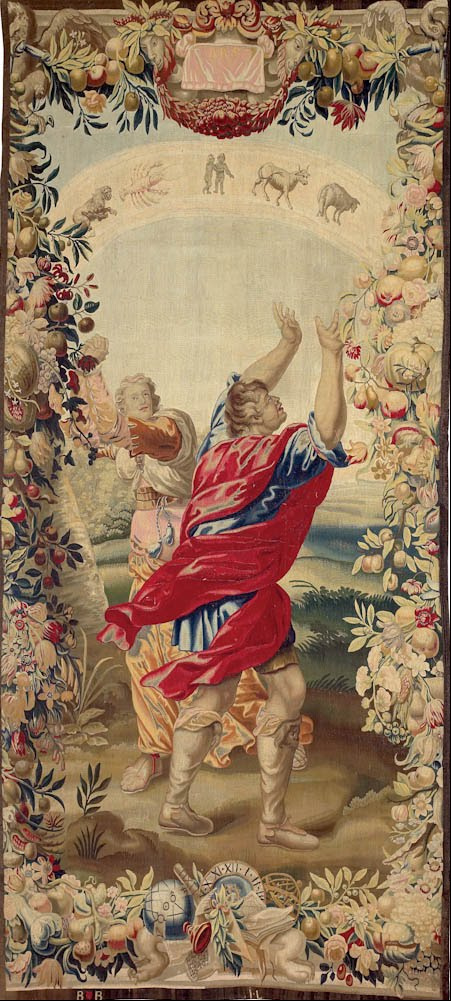
L'astrologia guida la forza della vita umana
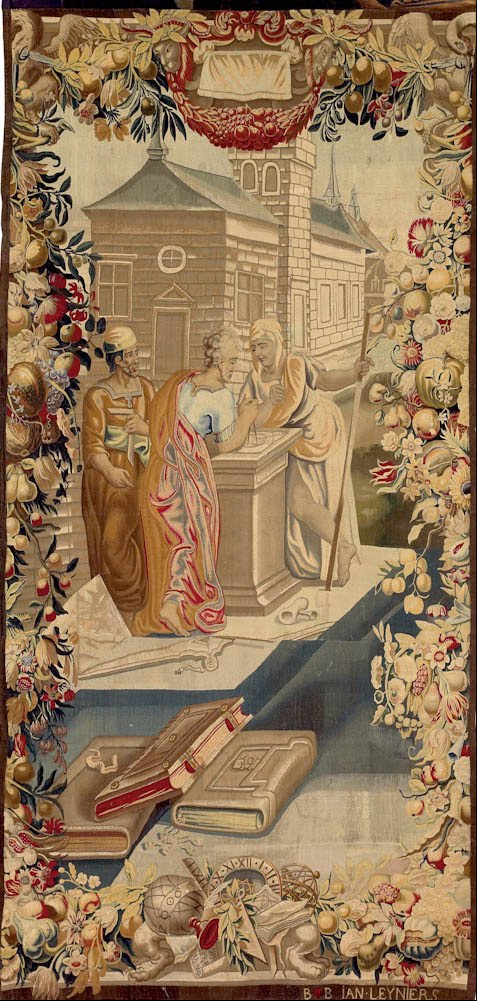
L'architettura e la retorica come personificazioni della Giustizia, della Prudenza e della Costanza
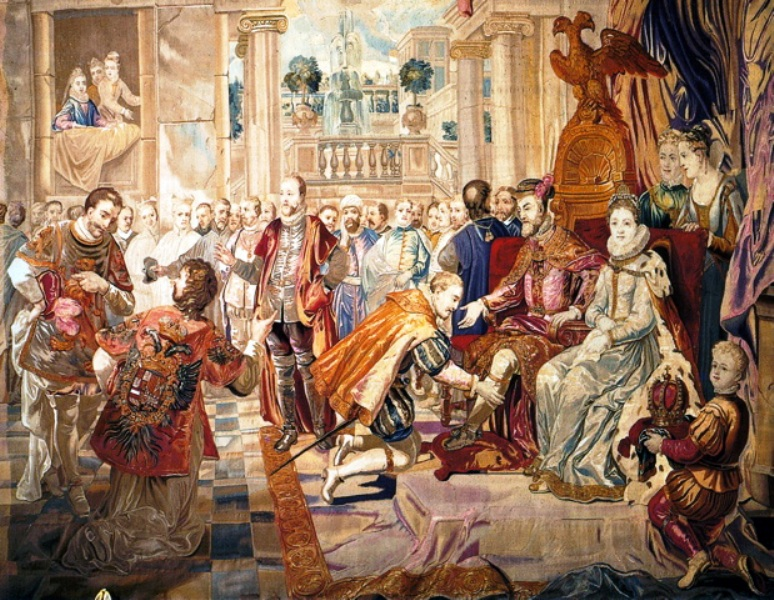
Abdicazione di Carlo V
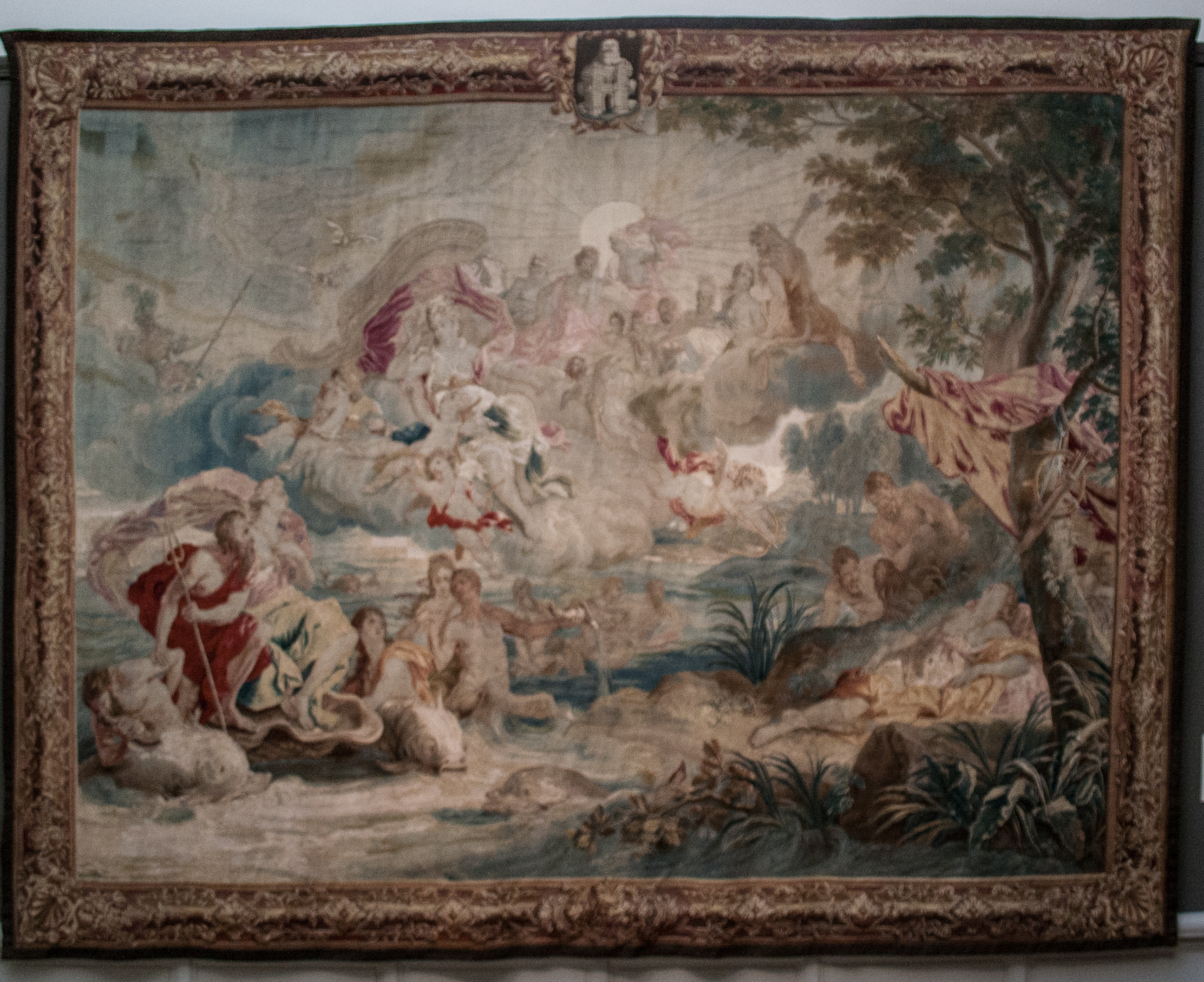
Glorificazione di Venere
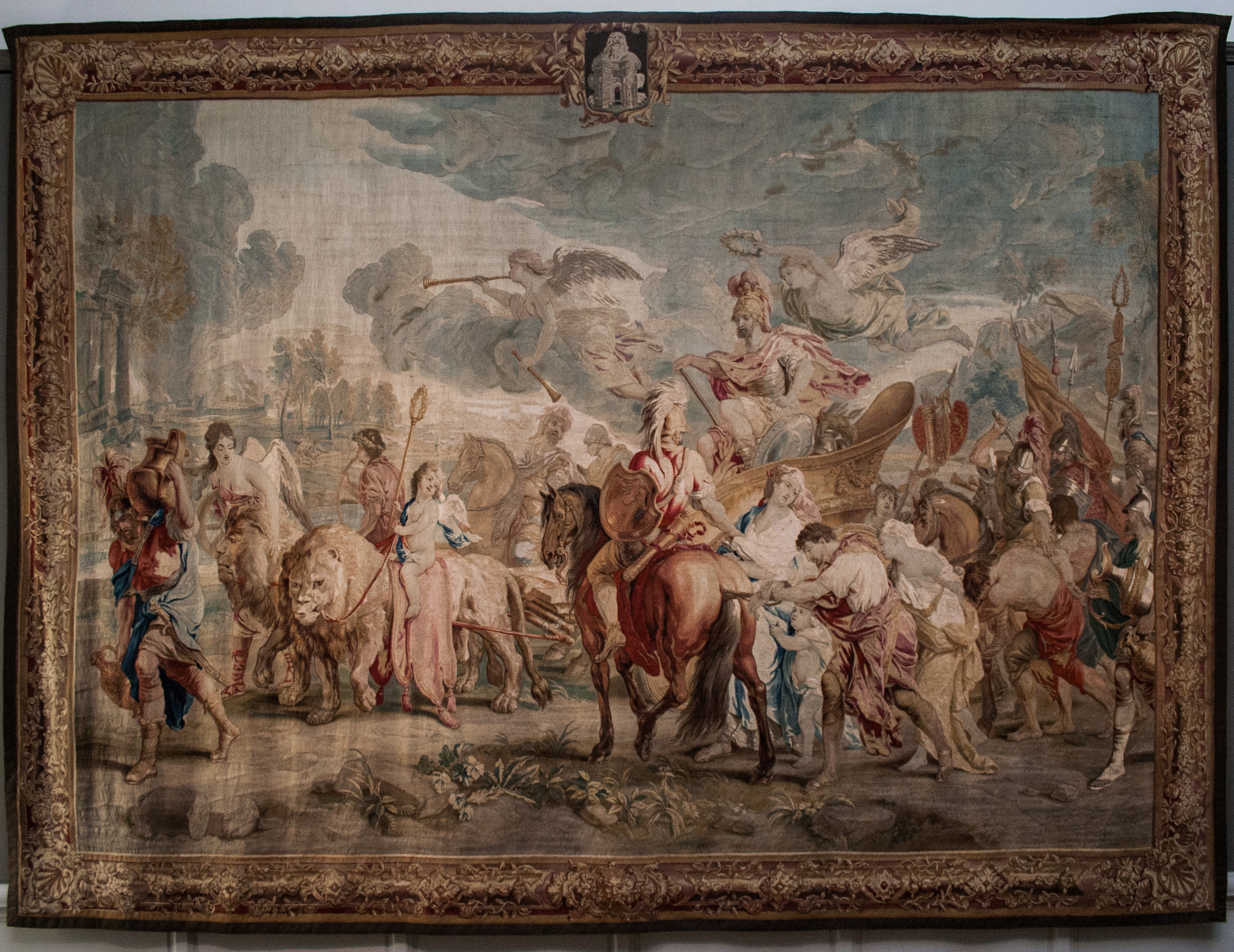
Glorificazione di Marte
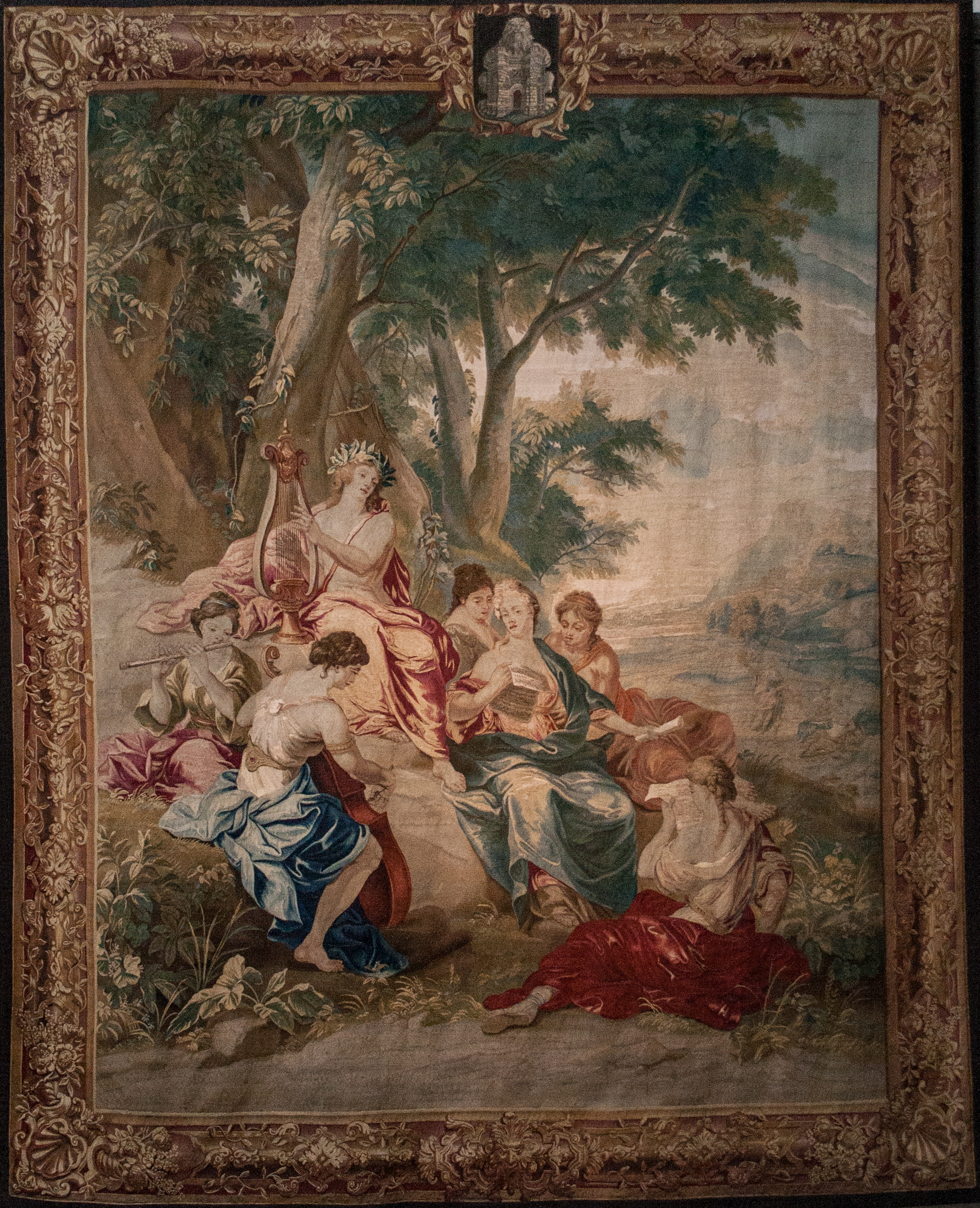
Glorificazione di Apollo
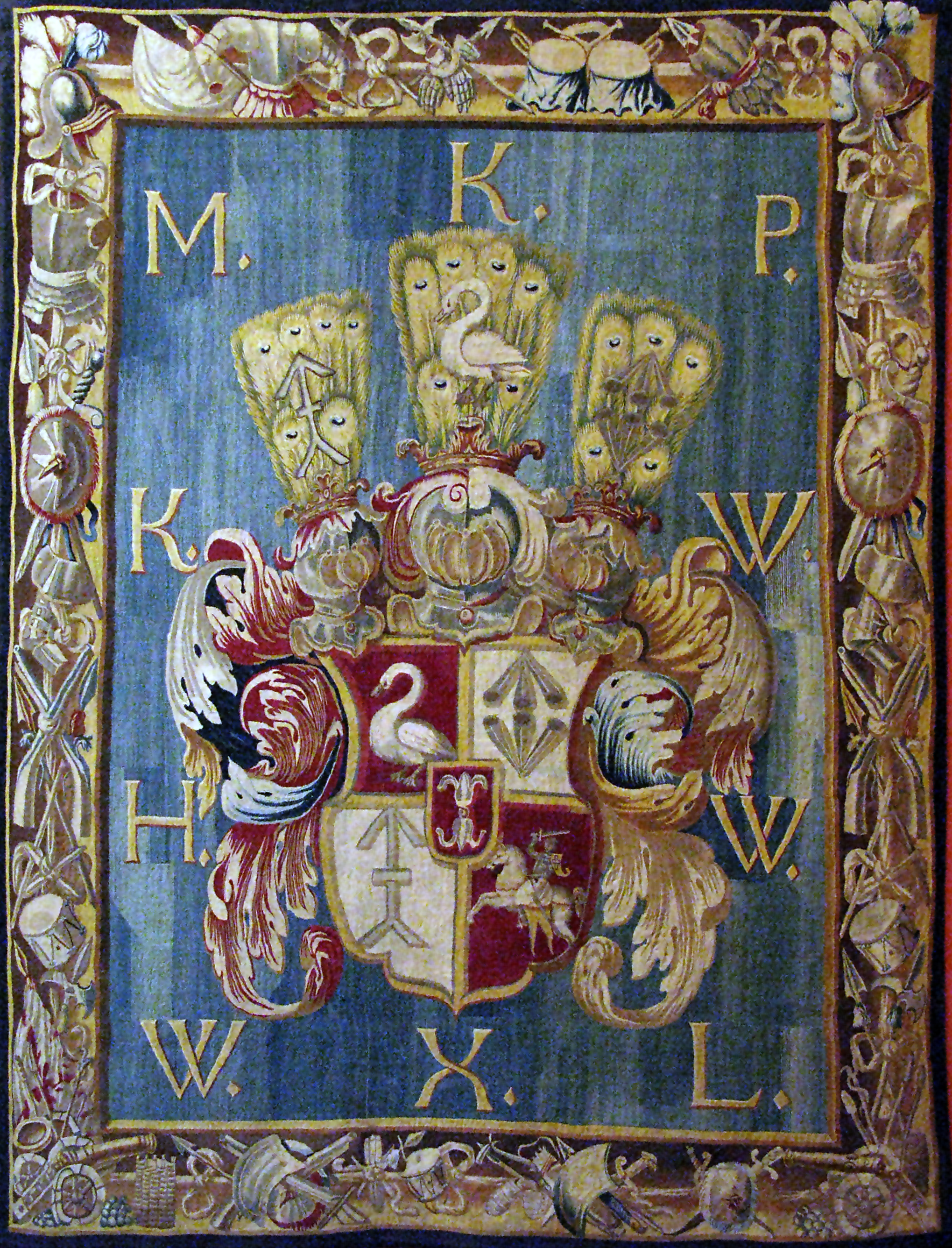
Stemma di Micheł Kazimierz Pac